# Blackden
Blackden var en civil parish från 1866 till 1936 då den blev en del av Goostrey, i grevskapet Cheshire, i England. Civil parish var belägen 10 km från Congleton och hade 121 invånare år 1931.